# Proviverra
Proviverra is een geslacht van uitgestorven roofzoogdieren uit de onderfamilie Proviverrinae van de Hyaenodontidae die tijdens het Eoceen in Europa leefde.

## Fossiele vondsten
Fossielen van Proviverra zijn gevonden in Frankrijk, Duitsland, Zwitserland en Spanje.

## Kenmerken
Proviverra was met een geschat gewicht van 500 gram zo groot als een vosmangoest. Deze hyaenodont had een slank lichaam met korte poten en een lange snuit. Een afgietsel van de schedel laat zien dat de hersenen van Proviverra relatief groot ten opzichte van de lichaamsgrootte waren en dit weerlegt de veronderstelling dat hyaenodonten kleinere hersenen hadden dan echte carnivoren en daardoor uiteindelijk de concurrentiestrijd verloren.